# Ebermannsdorf
Ebermannsdorf település Németországban, azon belül Bajorországban. Lakosainak száma 2363 fő (2023. december 31.).

## Népesség
A település népessége az elmúlt években az alábbi módon változott:
| Lakosok száma | 133  | 244  | 1428 | 1990 | 2408 | 2418 | 2428 | 2439 | 2438 | 2363 |
|               | 1875 | 1950 | 1975 | 1987 | 2012 | 2014 | 2016 | 2017 | 2021 | 2023 |